# Michael Glos
Pour les articles homonymes, voir Glos (homonymie).
Michael Glos, né le 14 décembre 1944 à Brünnau, est un homme politique allemand membre de l’Union chrétienne-sociale en Bavière (CSU) depuis 1970.

## Éléments biographiques

### Un fils de meunier
Il est descendant d'une famille de meuniers.
Après avoir obtenu son certificat général de l'enseignement secondaire (Mittlere Reife), il entame une formation de meunier, qu'il achève en 1967 en devenant maître artisan. L'année suivante, il reprend l'exploitation familiale située à Prichsenstadt.

### Famille
Marié et père de deux enfants, il est de confession catholique.

## Activités politiques

### Au sein de la CSU
En 1972, il fonde la section de l'Union chrétienne-sociale en Bavière (CSU) de Prichsenstadt et en prend la présidence. Trois ans plus tard, il devient président de la CSU dans l'arrondissement de Kitzingen. Il occupe ce poste jusqu'en 1993, puis est élu président d'honneur en 1997.
Il siège au comité directeur du parti en Basse-Franconie depuis 1976, et préside la fédération du parti dans ce district depuis 1993. Cette même année, il fut élu au comité directeur et membre de la présidence de la CSU. Il quitte cette dernière en 2009.

### Élu local
En 1972, Michael Glos devient membre du conseil municipal de Prichsenstadt et de l'assemblée de l'arrondissement de Kitzingen. Il abandonne ces deux mandats en 1978 et 1993 respectivement.

### Député spécialiste des questions financières
Il est élu pour la première fois député fédéral au Bundestag le 3 octobre 1976. En 1981, il prend la présidence du groupe de travail sur les Finances et le Budget de la section CSU du groupe CDU/CSU jusqu'en 1987. Cette année-là, il devient président du groupe de travail sur les Finances et porte-parole du groupe parlementaire sur les questions financières et fiscales.

### Le chef de la CSU au Bundestag
En 1990, il est nommé vice-président du groupe, chargé de l'Économie, des Transports, des PME et de l'Agriculture. Il occupe cette fonction jusqu'en 1992. Un an plus tard, le 20 janvier 1993, il est élu président du groupement régional de la CSU et premier vice-président du groupe CDU/CSU au Bundestag.

### Ministre fédéral de l'Économie
Le 22 novembre 2005, Michael Glos est nommé ministre fédéral de l'Économie et de la Technologie dans la grande coalition d'Angela Merkel. Il est alors le premier chrétien-social à occuper ce poste. Au Bundestag, il est remplacé dans ses fonctions par Peter Ramsauer.
Tenant d'une politique économique conservatrice, il fait part de son intention de démissionner le 7 février 2009 à Horst Seehofer, président de la CSU, et ce alors que la crise économique frappe l'Allemagne. Seehofer accepte la demande de Glos, qui se voit remplacé par Karl-Theodor zu Guttenberg le 10 février.
Réélu lors des élections du 27 septembre 2009, il quitte la vie politique à l'issue de la législature, en 2013.